# Alexandru I al Iugoslaviei
Alexandru I, numit și Alexandru I Karađorđević sau Alexandru Unificatorul (n. 16 decembrie 1888, Cetinje, comuna Cetinje, Muntenegru – d. 9 octombrie 1934, Marsilia, A Treia Republică Franceză) a fost întâiul rege al Regatului Iugoslaviei, fiind înainte, între anii 1921–1929, suveran al Regatului Sârbilor, Croaților și Slovenilor.

## Viața
Alexandru s-a născut la Cetinje în Muntenegru, fiind al patrulea copil al lui Petru Karadordjevic și al Prințesei Zorka de Muntenegru. Copilăria și-o petrece în Muntenegru, rămânând fără mamă de la vârsta de doar un an. Își face studiile la Geneva și în Rusia.
În anul 1903 tatăl său devine rege al Serbiei după asasinarea regelui din dinastia Obrenovici. În anul 1909 Alexandru devine prinț moștenitor în locul fratelui său mai mare, care este obligat să renunțe la succesiune după ce în urma unui acces de furie lovește mortal pe unul dintre servitori. După moartea tatălui său, Alexandru este încoronat rege al Regatului sârbo-croato-sloven la data de 16 august 1921.
La Belgrad, pe data de 8 iunie 1922, Alexandru se căsătorește cu Principesa Maria a României, fiica Regelui Ferdinand I al României și a Reginei Maria. Împreună au avut 3 băieți:
- Prințul Petru (1923 – 1970);
- Prințul Tomislav (1928 – 2000);
- Prințul Andrei (1929 – 1990).

La 6 ianuarie 1929, Alexandru schimbă denumirea țării în Regatul Iugoslaviei.

## Asasinarea
Pe data de 9 octombrie 1934, Alexandru este asasinat de un revoluționar bulgar în timp ce se afla într-o vizită de stat în Franța, în portul Marsilia. Revoluționarul acționase în numele unei organizații macedonene și a fost la rândul său ucis imediat după comiterea crimei.
A fost unul dintre primele asasinate care au fost filmate. Pe film nu este surprins exact momentul împușcăturii, ci momentele imediat după. Pelicula cu asasinarea regelui Alexandru I rămâne unul dintre cele mai prețioase momente istorice ce au fost vreodată filmate, alături de încoronarea țarului Nicolae al II-lea al Rusiei, înmormântarea reginei Victoria a Regatului Unit, înmormântarea împăratului Franz Joseph al Austriei, asasinarea președintelui american John F. Kennedy și funeraliile președintelui Iosip Broz Tito al Iugoslaviei.

## Varia
Bulevardul Iuliu Maniu din București s-a numit în perioada interbelică „Bulevardul Alexandru I Unificatorul Iugoslaviei”.